# 2С5 «Гіацинт-С»
2С5 «Гіацинт-С» (рос. 2С5 «Гиацинт-С»; індекс ГАБТУ — об'єкт 307) — радянська 152-мм корпусна самохідна гармата. Створена на Уральському заводі транспортного машинобудування. Головний конструктор шасі — Г. С. Єфімов, 152-мм гармати 2А37 — Ю. Н. Калачников, 152-мм боєприпасів — А. А. Каллістов. Призначена для придушення і знищення засобів ядерного нападу, ураження органів управління, тилів, живої сили й бойової техніки супротивника в місцях скупчення і в опорних пунктах, а також для руйнування фортифікаційних споруд.

## Історія створення
З відставкою М. С. Хрущова, після майже десятирічної перерви, роботи по артилерійському озброєнню в СРСР були відновлені. Спочатку на базі відділу ракетного озброєння 3 центрального науково-дослідного відділу, а потім вже у знову відтворених підрозділах артилерійського озброєння. В 1965 році Міністром оборони СРСР була затверджена програма розвитку артилерії. Тоді на озброєнні армії США вже знаходились корпусні САУ M107. У той же час результати застосування гармат М-46 в артилерійській дуелі між Китаєм і Тайванем показали недостатню дальність стрільби радянської корпусної артилерії, тому назріла необхідність розробки нової системи з підвищеною дальністю стрільби. У період з 1968 по 1969 роки 3 ЦНДІ спільно з підприємствами оборонної промисловості виконав НДР «Успех» (укр. «Успіх»), в рамках якої був визначений вигляд перспективних артилерійських систем та напрямки їхнього розвитку аж до 1980 року, а 8 червня 1970 року виходить постанова ЦК КПРС і Ради міністрів СРСР № 427-151. Відповідно до цієї постанови була офіційно почата розробка нової 152-мм корпусної гармати як в буксованому так і у самохідному варіантах.
Попередньо, 27 листопада 1968 року Міністерство оборонної промисловості затвердило рішення № 592, яким наказало розпочати науково-дослідні роботи по створенню заміни буксованої гармати М-46. В ході досліджень були опрацьовані три варіанти САУ. Перший — з відкритою установкою гармати, другий — з рубочною установкою гармати, третій — із закритою установкою гармати у башті, що обертається. У вересні 1969 року матеріали аванпроекту були розглянуті комісією Міністерства оборони СРСР. За результатами робіт було з'ясовано, що оптимальною для нової самохідної гаубиці буде відкрита установка гармати. Отримані опрацювання лягли в основу ДКР під найменуванням «Гіацинт-С» (індекс ГРАУ — 2С5). «Гіацинт» мав надійти на озброєння артилерійських полків і бригад корпусів і армій для заміни 130-мм гармат М-46 і 152-мм гармат М-47.
Головним розробником 2С5 був призначений Уральський завод транспортного машинобудування, гармату 2А37 проектували в СКБ Пермського машинобудівного заводу імені В. І. Леніна, за боєприпаси відповідав московський Науково-дослідний машинобудівний інститут. До весни 1971 року а на Пермському машинобудівному заводі були виготовлені дві балістичні установки з довжиною ствола в 7200 мм для відпрацювання боєкомплекту гармати. Проте через несвоєчасне постачання гільз випробування були розпочаті лише у вересні 1971 року і тривали до березня 1972 року. Випробування показали, що снаряди при використанні повного заряду масою 18,4 кг мали початкову швидкість 945 м/с та дальність 28,5 км. На посиленому заряді масою 21,8 кг дальність становила 31,5 км, а початкова швидкість — 975 м/с. При цьому відзначали сильну дію дульної хвилі. Для усунення цього зауваження маса порохового заряду була зменшена до 20,7 кг, а також запроваджена гладка насадка на ствол гармати. У квітні 1972 року конструкція гармати була доопрацьована, а до кінця року на Уральський завод транспортного машинобудування були відправлені два дослідні зразки гармати 2А37 для установки на самохідне шасі. Дослідні зразки САУ 2С5 були відправлені спочатку на заводські, а потім на полігонні випробування. До 1974 року повний цикл випробувань САУ «Гіацинт-С» був завершений, після чого почалася підготовка виробництва до серійного виробництва.
Водночас, на базі 2С5 розробляли й інший варіант САУ під позначенням 2С11 «Гіацинт-СК». Відмінністю від базового зразка був картузний метод заряджання, який мав зменшити вартість виробництва зарядів за рахунок виключення зі складу латунних гільз. В ході роботи були використані науково-технічні напрацювання по картузним варіантам самохідних гаубиць 2С1 «Гвоздика» і 2С3 «Акація», однак остаточно до виробництва був прийнятий варіант з роздільно-гільзовим заряджанням. 20 січня 1975 року постановою ЦК КПРС і Ради міністрів СРСР № 68-25 самохідна гармата 2С5 «Гіацинт-С» була прийнята на озброєння Радянської армії.

## Серійне виробництво та модифікації
|                                           | 2С5       | 2С5М      | 2С5М1     |
| ----------------------------------------- | --------- | --------- | --------- |
| Початок серійного виробництва             | 1976      | Дослідна  | Дослідна  |
| Бойова маса, т                            | 27,5      | 28,2      | 28,2      |
| Індекс гармати                            | 2А37      | 2А37М     |           |
| Калібр гармати, мм                        | 152,4     | 152,4     | 155       |
| Довжина ствола, клб                       | 47        | 47        | 52        |
| Кути ВН, град.                            | −2 … + 57 | −2 … + 58 | −2 … + 58 |
| возимий боєзапас, постр.                  | 30        | 30        | 30        |
| Максимальна дальність стрільби ОФС, км    | 30,5      | 30,5      | 30        |
| Максимальна дальність стрільби АР ОФС, км | 33,1      | 37        | 41        |
| Максимальна дальність стрільби КАС, км    | 20        | 20        | 25        |
| Радіостанція                              | Р-123     |           |           |
| Апаратура внутрішнього зв'язку            | Р-124     |           |           |

Першу установчу партію САУ 2С5 виготовлено 1976 року, а з 1977 року розпочато повномасштабне серійне виробництво на Уральському заводі транспортного машинобудування. Виготовляв гармату 2А37 Пермський завод імені Леніна. Виробництво 2С5 тривало аж до руїни Радянського Союзу й зупинено у 1993 році, разом за 17 років виробництва випущено до 2000 одиниць 2С5.
Після припинення серійного виробництва наприкінці 1990-х років у Росії розроблено модернізовані варіанти САУ 2С5, що отримали позначення 2С5М і 2С5М1. Модифікація 2С5М відрізняється від базової машини установкою АСУНО 1В514-1 «Механізатор-М», а також модернізованою артилерійською частиною, що дозволяє використовувати нові 152-мм уламково-фугасні гáрматні (снаряди) 3ОФ60 з донним газогенератором із максимальною дальністю стрільби до 37 км. Модифікація 2С5М1 відрізняється від 2С5М використаною артилерійською частиною калібру 155-мм, що дозволяє застосовувати снаряди L15A1 з дальністю стрільби до 30 км, а також снаряди ERFB BB з дальністю стрільби до 41 км. У 2004 році, виконуючи науково-дослідну роботу, на базі самохідної гармати 2С5 виготовлено експериментальний зразок артилерійської системи. Замість 152-мм гармати 2А37 на САУ встановлено гаубицю з балістикою перспективної 152-мм артилерійської устави «Коаліція».
Існувала також дослідна модифікація 2С11 (також відома як «Гіацинт-СК») з гарматою 2А52, серійно не виготовлялась.

## Опис конструкції

### Броньовий корпус

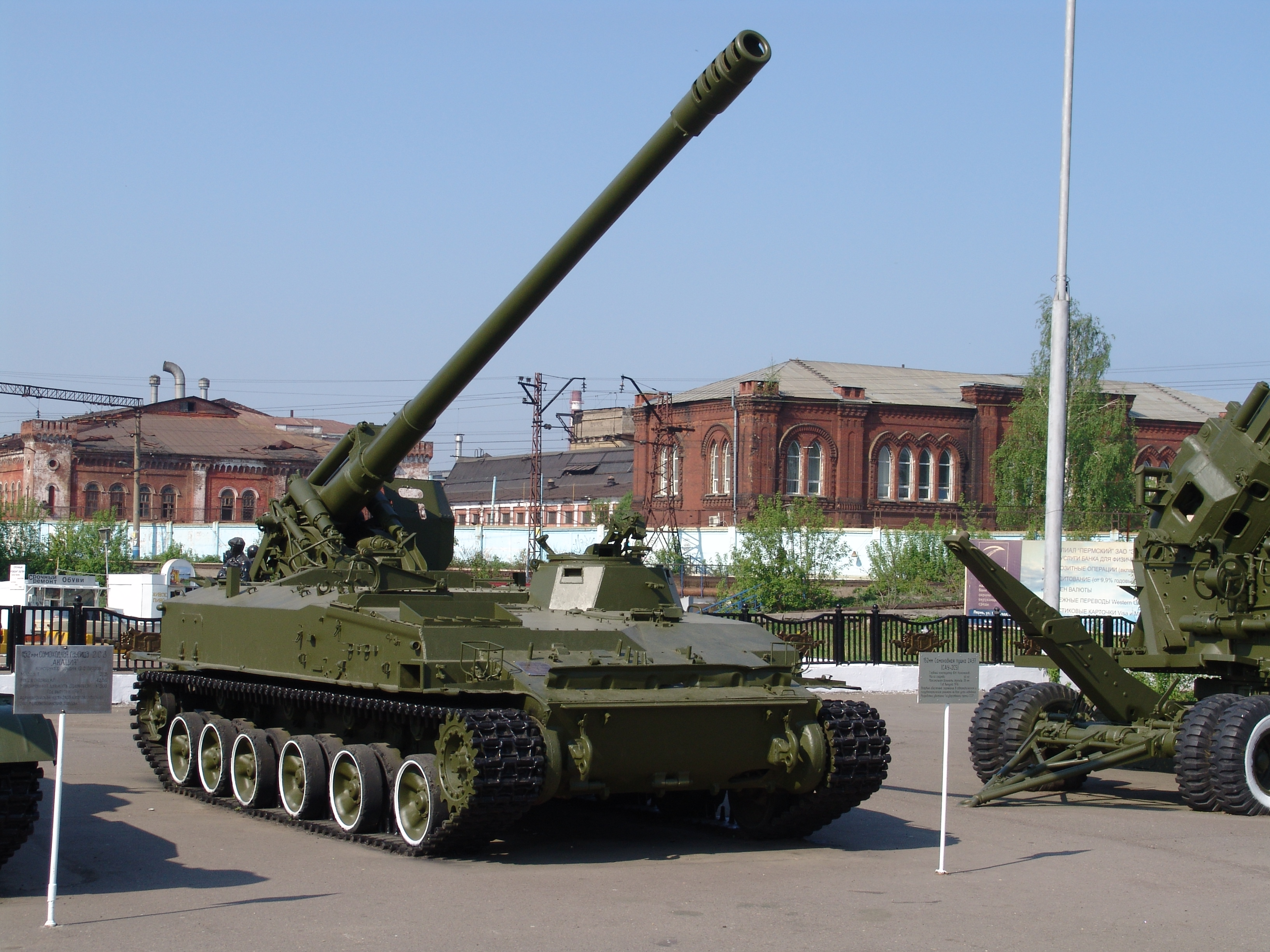
САУ 2С5 в музеї ВАТ «Мотовилихінські заводи»

Самохідна гармата 2С5 «Гіацинт-С» виконана за безбаштовою схемою з відкритою установкою гармати. Корпус машини зварений із сталевих броньових катаних листів і розділений на три відділення: силове (моторно-трансмісійне), відділення управління та бойове.
У передній частині корпусу по правому борту розташоване моторно-трансмісійне відділення. Зліва від нього знаходиться місце механіка-водія з органами управління шасі. За сидінням механіка водія встановлено робоче місце командира машини з поворотною башточкою. У середній і кормовій частинах корпусу розташоване бойове відділення. У середній частині корпуса встановлені механізовані укладки для розміщення возимого боєкомплекту.
По обидва боки укладок вздовж бортів розміщені сидіння членів екіпажу. По правому борту в передній частині знаходиться сидіння оператора, в задній — навідника. По лівому борту встановлено сидіння оператора. У кормовій частині корпуса встановлені чотири паливних баки, механізм зупинки лотків і люк для подачі боєприпасів з бойового відділення.
На кормовому листі корпусу встановлені балки з шарнірами, на яких закріплена опорна плита САУ. На даху на поворотній платформі встановлена артилерійська частина самохідної гармати.
Гармата 2А37 має два положення — похідне й бойове. У похідному положенні опорна плита піднята вертикально і знаходиться за заднім кормовим листом. У бойовому — плита відкидається назад за допомогою гідравлічної системи і впирається в ґрунт.
Механізм заряджання і механізована укладка забезпечують автоматизований цикл заряджання. Механізм заряджання напівавтоматичний з ланцюговим транспортером і електроприводом. За допомогою механізму заряджання елементи пострілів переміщуються на лінію досилання. При стрільбі подача пострілів може здійснюватися не тільки через укладки боєкомплекту, але і з ґрунту.
У бойовому положенні САУ навідник знаходиться поза корпусом машини на поворотній платформі зліва від гармати біля прицільних пристосувань. Для захисту від куль та уламків робоче місце навідника обладнано броньованою амбразурою. У передній частині машини на нижній частині лобового листа встановлений відвал для самообкопування. Товщина лобового листа складає 30 мм.

### Озброєння

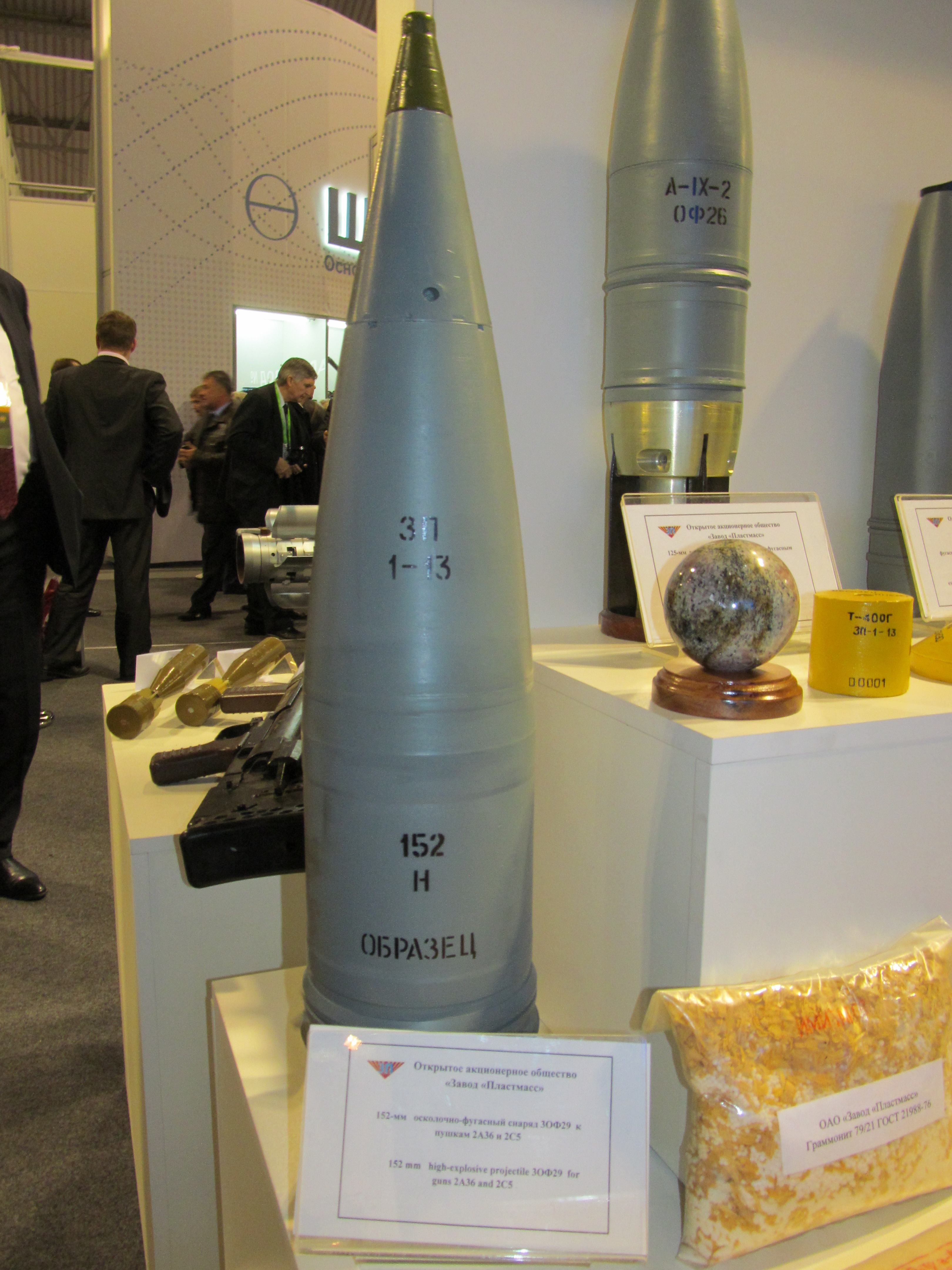
152-мм ОФС 3ОФ29

Основним озброєнням є 152-мм гармата 2А37, що має максимальну скорострільність 5-6 пострілів на хвилину.
Основними вузлами гармати 2А37 є: ствол, затвор, електрообладнання, досилач, противідкатні пристрої, верхній станок, огорожа, врівноважувач, поворотний і підйомний механізми.
Ствол гармати являє собою трубу-моноблок, з'єднану з казенником муфтою, на дуловому зрізі труби закріплене дулове гальмо з ефективністю 53 %. В казеннику розташований горизонтально-клиновий затвор з напівавтоматикою скалочного типу.
Ланцюговий досилач снаряда і заряду призначений для полегшення роботи заряджаючого.
Противідкотні пристрої складаються з гідравлічного гальма відкоту і пневматичного накатника, заповненого азотом.
Підйомний і поворотний механізми секторного типу, забезпечують наведення гармати в діапазоні кутів від −4 до + 60° по вертикалі і від −15 до + 15° за азимутом.
Пневматичний механізм врівноважувача слугує для компенсації моменту неврівноваженості хитної частини гармати.
Верхній верстат з гарматою встановлений на центральний штир в задній частині даху корпусу шасі 2С5.
Відкидна опорна плита, розміщена в кормі корпусу, передає зусилля пострілу на ґрунт, забезпечуючи більшу стійкість САУ.
Возимий боєкомплект самохідної гармати «Гіацинт-С» складає 30 пострілів.

### Боєкомплект
В основній боєкомплект гармати 2А37 входять осколково-фугасні снаряди 3ОФ29 з максимальною дальністю стрільби в 28,5 км, а також снаряди 3ОФ59 з поліпшеною аеродинамічною схемою і максимальною дальністю стрільби в 30,5 км.
Для 2С5 розроблені високоточні снаряди «Краснополь» і «Сантиметр», для ураження бронетанкової техніки в місцях зосередження пускових установок, довготривалих оборонних споруд, мостів та переправ.
При стрільбі керованими снарядами використовують спеціальний заряд, відмінний від застосовуваних в САУ 2С3 «Акація» і 2С19 «Мста-С».
Крім звичайних типів боєприпасів, «Гіацинт-С» може вести вогонь спеціальними ядерними боєприпасами 10 типів потужністю від 0,1 до 2 кт у тротиловому еквіваленті.
Додатково САУ 2С5 обладнана 7,62-мм кулеметом ПКТ. Кулемет встановлений на башточці командира, кути вертикального наведення становлять від −6° до + 15°, а горизонтального — від 164° вліво до 8° вправо.
Для особистої зброї розрахунку передбачено п'ять кріплень під автомати АКМС, а також кріплення для сигнального пістолета.
Для боротьби з бронетехнікою противника в корпусі САУ є кріплення для протитанкового гранатомета РПГ-7В.
У разі виникнення небезпеки нападу з повітря, в САУ знаходиться переносний зенітно-ракетний комплекс 9К32М «Стріла-2М».
До возимого боєкомплекту додаткового озброєння входять: 1500 набоїв для кулемета, 1500 набоїв для автоматів, 20 ракет до сигнального пістолета, 5 гранат для протитанкового гранатомета і 2 ракети для переносного зенітно-ракетного комплексу.

#### Номенклатура пострілів
| Номенклатура боєприпасів    |                |               |                  |             |                   |                                  |                                    |  |
| Індекс пострілу             | Індекс снаряду | Індекс заряду | Маса снаряду, кг | Маса ВР, кг | Маса пострілу, кг | Початкова швидкість снаряду, м/с | Максимальна дальність стрільби, км |  |
| Осколково-фугасні           |                |               |                  |             |                   |                                  |                                    |  |
| 3ВОФ39                      | 3ОФ29          | 4Ж47          | 46               | 6,42        | 80,8              | 945                              | 28,5                               |  |
| 3ВОФ40                      | 3ОФ29          | 4Ж48          | 46               | 6,42        |                   | 775                              | 21,5                               |  |
| 3ВОФ41 (активно-реактивний) | 3ОФ30          | 4Ж47          |                  |             |                   |                                  | 33,1                               |  |
| 3ВОФ86                      | 3ОФ59          | 4Ж47          | 43,8             | 7,8         | 78,6              |                                  | 30,5                               |  |
| 3ВОФ87                      | 3ОФ59          | 4Ж48          | 43,8             | 7,8         |                   |                                  | 23                                 |  |
|                             | 3ОФ60          |               |                  |             |                   |                                  | 37                                 |  |
| Керовані                    |                |               |                  |             |                   |                                  |                                    |  |
| «Сантиметр»                 | 3ОФ38          |               | 49,5             | 8,5         |                   |                                  | 12                                 |  |
| «Краснополь»                | 3ОФ39          |               | 50               | 6,5         |                   |                                  | 20                                 |  |
| Ядерні                      |                |               |                  |             |                   |                                  |                                    |  |
| «Ромашка»                   |                |               | 57               |             |                   |                                  |                                    |  |
| «М'ята»                     |                |               | 57               |             |                   |                                  |                                    |  |
| «Аспект-1…4»                |                |               | 43               |             |                   |                                  |                                    |  |
| «Символізм-1…4»             |                |               | 43               |             |                   |                                  |                                    |  |

### Засоби спостереження і зв'язку
Для наведення гармати, проведення розвідки місцевості вдень і вночі, а також для стрільби з кулемета, в командирській башточці встановлено комбінований приціл ТКН-3А з прожектором ОУ-3ГК. Місце навідника обладнано артилерійським панорамним прицілом ПГ-1М для стрільби з закритих вогневих позицій і прицілом прямого наведення ОП-4М-91А для ведення вогню по спостережуваних цілях. Місце механіка-водія обладнано двома призматичними приладами спостереження ТНПО-160, а також приладом нічного бачення ТВН-2БМ для водіння в нічних умовах.
Зовнішній радіозв'язок підтримується радіостанцією Р-123. Радіостанція працює в УКХ-діапазоні і забезпечує стійкий зв'язок з однотипними станціями на відстані до 28 км, в залежності від висоти антени обох радіостанцій. Переговори між членами екіпажу здійснюється через апаратуру внутрішнього зв'язку Р-124.

### Двигун і трансмісія
В 2С5 встановлений V-подібний 12-циліндровий чотиритактний дизельний двигун В-59 рідинного охолодження з наддувом потужністю 520 к.с. Крім дизельного палива, двигун має можливість роботи на гасі марок ТС-1, Т-1 і Т-2.
Трансмісія механічна, двопотокова, з планетарним механізмом повороту. Має шість передніх і дві задніх передачі. Максимальна теоретична швидкість руху на шостій передній передачі становить 60 км/год. На другий задній передачі забезпечується швидкість руху до 14 км/год.

### Ходова частина
Ходова частина 2С5 являє собою модифіковане шасі СПТП СУ-100П і складається з шести пар обгумованих опорних і чотирьох пар підтримуючих котків. У задній частині машини перебувають керівні колеса, в передній — ведучі. Гусениці складається з дрібних ланок з гумовометалевими шарнірами цівочного зачеплення. Ширина кожного трака 484 мм при кроці 125 мм. Підвіска 2С5 — індивідуальна торсіонна. На першому та шостому опорних котках встановлені двосторонні гідроамортизатори.

## Оператори

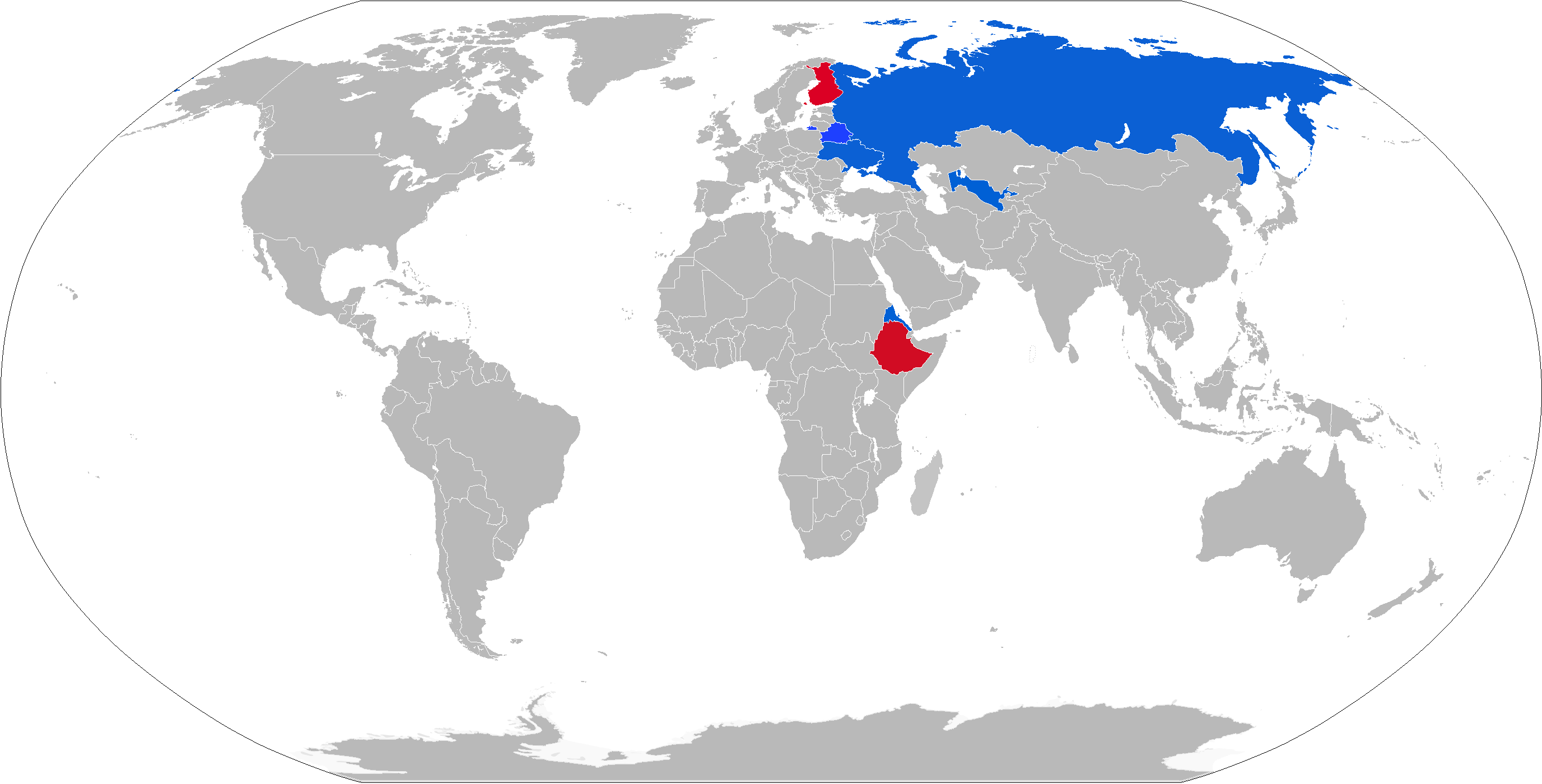
Карта країн-операторів 2С5
Поточні
Колишні

### Поточні
- Білорусь — 107 одиниць 2С5 на озброєнні, станом на 2024 рік[24].
- Еритрея — 13 одиниць 2С5, станом на 2024 рік[25].
- Росія — 120 одиниць 2С5 на озброєнні і 750 одиниць 2С5 на зберіганні, станом на 2024 рік[26].
- Узбекистан — кілька 2С5 на озброєнні, станом на 2024 рік[27].
- Україна — кілька 2С5 на озброєнні, станом на 2024 рік[28].

### Колишні
- Ефіопія — всього поставлено 10 одиниць 2С5[29].
- СРСР — 500 одиниць 2С5 в зоні «до Уралу» станом на 1991 рік[30], перейшли до пострадянських країн.
- Фінляндія — 18 одиниць 2С5 (використовувалися під позначенням Telak 91), станом на 2010 рік[31].

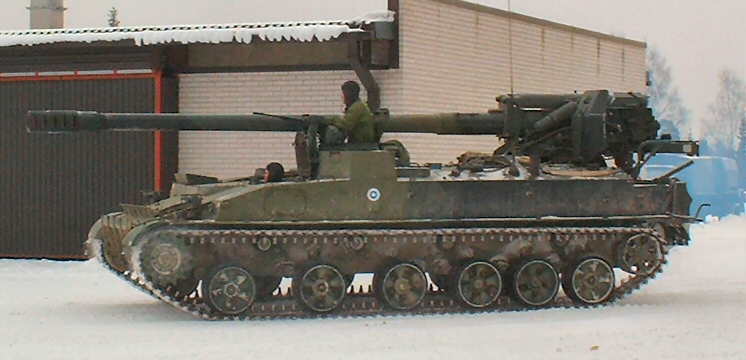
Самохідна гармата 2С5 «Гіацинт-С» на службі збройних сил Фінляндії.
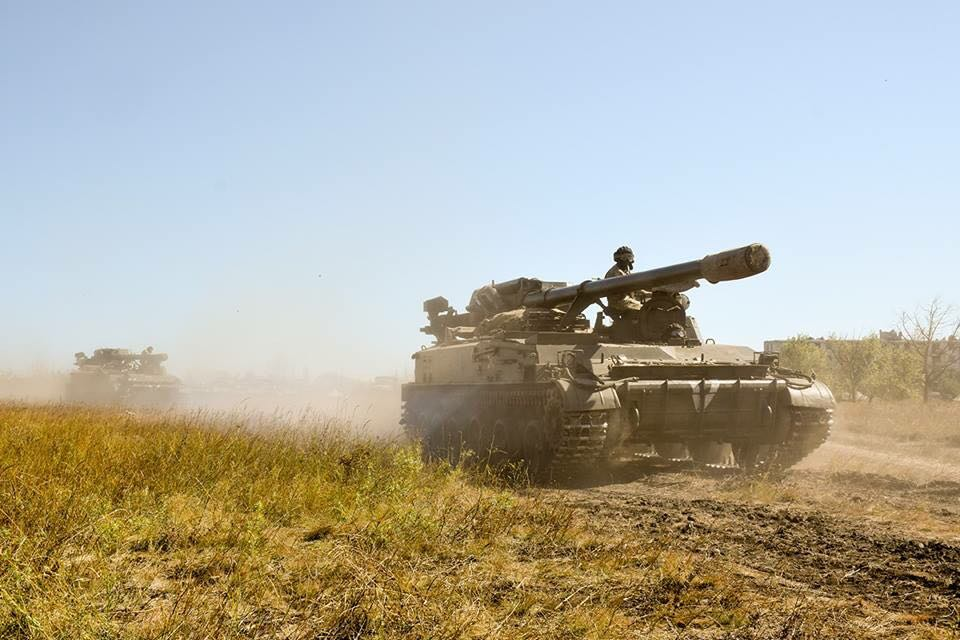
2С5 «Гіацинт-С» Сухопутних військ України.

## Служба та бойове застосування

### Організаційна структура
Самохідна гармата 2С5 надходила на озброєння артилерійських полків і бригад армій Сухопутних військ СРСР на заміну гарматам М-46 і М-47. Кожна артилерійська бригада налічувала 5 дивізіонів (4 гарматно-самохідних артилерійських і 1-розвідувальний), кожен артилерійський дивізіон складався з трьох батарей. Артилерійські батареї складалися з шести самохідних гармати 2С5 (разом 18 гармати в дивізіоні), проте в деяких дивізіонах малося по 4 батареї з 6-ти 152-мм гармат або по 3 батареї по 8 гармат кожна (тобто 24 гармати в дивізіоні).

### Служба
Самохідні гармати 2С5 перебували на озброєнні наступних формувань збройних сил Російської Федерації:
1. Військова частина (в/ч) польова пошта 25526. 308-я гарматно-самохідна артилерійська бригада армійського підпорядкування ГСВГ: 72 одиниці 2С5 станом на 1990 рік[6].
2. В / ч польова пошта 11526 армійського підпорядкування ГСВГ, тепер в/ч № 32755. 385-я гвардійська артилерійська Одеська Червонопрапорна ордена Богдана Хмельницького 2 ступеня бригада (385 абр): 65 одиниць 2С5 станом на 2000 рік[34].
3. В / ч № 35390. 39-я окрема мотострілецька Червонопрапорна бригада (39 омсбр): 65 одиниць 2С5 станом на 2000 рік[34].
4. В / ч № 39255. 305 артилерійська Гумбіненська Червонопрапорна бригада (305 абр): 18 одиниць 2С5 станом на 2009 рік[34].
5. 9-а артилерійська бригада (9 абр): 48 одиниць 2С5 станом на 2000 рік[34].
6. 13-й артилерійський полк: 24 одиниці 2С5 станом на 1990 рік[6].
7. 111-я артилерійський полк: 24 одиниці 2С5 станом на 1990 рік[6].
8. 178-а артилерійська бригада: 48 одиниць 2С5 станом на 1990 рік[6].
9. 211-а артилерійська бригада: 60 одиниць 2С5 станом на 1990 рік[6].
10. 231-а артилерійська бригада: 24 одиниці 2С5 станом на 1990 рік[6].
11. 235-а артилерійська бригада: 24 одиниці 2С5 станом на 1990 рік[6].
12. 303-я артилерійська бригада: 72 одиниці 2С5 станом на 1990 рік[6].
13. 385-а артилерійська бригада: 72 одиниці 2С5 станом на 1990 рік[6]. У 2005—2006 роках в 385-й артилерійській бригаді було проведено переозброєння. «Гіацинт» був знятий з озброєння бригади і замінений на 2С19 «Мсту-С».
14. 387-а артилерійська бригада: 72 одиниці 2С5 станом на 1990 рік[6].
15. 7014-я база зберігання та ремонту озброєння і техніки (7014 БХіРВТ): 36 одиниць 2С5 станом на 2009 рік[34].
16. 7020-я Харбінська база зберігання та ремонту озброєння і техніки (7020 БХіРВТ): 54 одиниці 2С5 станом на 2009 рік[34].
17. Пермський ПСХ: 52 одиниці 2С5 станом на 2000 рік[34].
18. Пермський 39-й арсенал (39 Арс-В): 23 одиниці 2С5 станом на 2000 рік[34].

## Бойове застосування
Бойове хрещення самохідна гармата 2С5 прийняла під час війни в Афганістані. 152-мм осколково-фугасні снаряди дозволяли гарантовано знищувати будь-які укріплення противника. Обмежено застосовувались в складі батальйонних тактичних груп під час Першої російсько-чеченської війни.

### Російсько-українська війна
Меморандум від 20 вересня до Мінського протоколу передбачав відведення гаубиць калібром 152-мм: 2С5 «Гіацинт-С», 2С3 «Акація», 2С19 «Мста-С», 2А65 «Мста-Б» на 33 км від лінії зіткнення. А «Комплекс заходів щодо виконання Мінського протоколу» від 12 лютого 2015 року передбачав створення зони безпеки завширшки 50 км для артилерійських систем калібру 100 мм і більше.
У 2014 році САУ 2С5 українських збройних сил були перекинуті на схід України, де щонайменше одна установка зі складу самохідного гарматного дивізіону 26-ї артилерійської бригади була захоплена проросійськими бойовиками під Амвросіївкою.
Використовуються обома сторонами під час вторгнення Росії в Україну.
Станом на 17 жовтня 2024 року редактори Oryx Blog знайшли фото чи відео підтвердження безповоротної втрати Росією 69 САУ 2С5 «Гіацинт-С»: 63 знищено та 6 захоплено силами ЗСУ, ще низка були пошкоджені. Україна, за даними Oryx, втратила 3 САУ «Гіацинт-С»: 1 знищено та 2 захоплено силами ЗС РФ.

## Оцінка машини
|                                           | 2С5       | M107     | Bkan-1A  | M1975 | Catapult | NORINCO 130 mm |
| ----------------------------------------- | --------- | -------- | -------- | ----- | -------- | -------------- |
| Початок серійного виробництва             | 1976      | 1962     | 1966     | 1975  | 1987     | Дослідна       |
| Бойова маса, т                            | 27,5      | 28,17    | 53       | 20    | 40       | 30             |
| Екіпаж, чол.                              | 5         | 5        | 5        |       |          | 5              |
| Калібр гармати, мм                        | 152,4     | 175      | 155      | 130   | 130      | 130            |
| Довжина ствола, клб                       | 47        | 60       | 50       | 55    | 55       | 55             |
| Кути ВН , град.                           | −2 … + 57 | −2 … +65 | −2 … +45 |       | −2 … +45 | −5 … +65       |
| Кути ГН , град.                           | 30        | 60       | 30       |       |          |                |
| возимо боєзапас, постр.                   | 30        | 2        | 14       |       | 30       | 38             |
| Максимальна дальність стрільби ОФС, км    | 30,5      | 32,7     | 25,6     | 27    | 27       | 27             |
| Максимальна дальність стрільби АР ОФС, км | 33        | —        | —        | 37    | 37       | 37             |
| Маса ОФС, кг                              | 43,8      | 66,8     | 48       | 33,4  | 33,4     | 33,4           |
| Бойова скорострільність, постр/хв         | 5-6       | 1,5      | 14       |       |          |                |
| Калібр зенітного кулемета, мм             | 7,62      | —        | —        | —     | —        | 12,7           |
| Максимальна швидкість по шосе, км/год     | 62,8      | 54,7     | 28       |       |          | 55             |
| Запас ходу по шосе, км                    | 500       | 725      | 230      |       |          | 450            |

В 1970-ті роки Радянським Союзом була зроблена спроба переоснащення Радянської армії новими зразками артилерійського озброєння. Першим зразком стала самохідна гаубиця 2С3, представлена громадськості в 1973 році, за нею послідували: 2С1 в 1974 році, 2С4 в 1975, і в 1979 роках у було представлено 2С5 і 2С7. Завдяки новій техніці Радянський Союз суттєво підвищив живучість і маневреність своїх артилерійських військ. У 1982 році самохідні гармати 2С5 були розміщені в ГРВН. У разі бойових дій з країнами-учасницями НАТО, системи «Гіацинт» дозволяли Радянському Союзу реалізувати тактику обмеженого застосування тактичного ядерного озброєння в ході наступальних операцій.
До моменту початку серійного виробництва САУ 2С5, на озброєнні США вже перебувала 175-мм корпусна самохідна гаубиця M107. Порівняно з M107, САУ 2С5 володіла більшою скорострільністю і швидкістю руху. Возимий боєкомплект 2С5 був істотно більше (30 пострілів проти 2), фактично до САУ M107 придавалась транспортна машина з боєкомплектом. Вигідним відзнакою «Гіацинта» від САУ M107 є розміщення всього екіпажу під броньованим захистом корпусу під час маршу. Через рік після початку серійного виробництва 2С5 Міністерство оборони США втратило інтерес до САУ M107 і ініціювало програму модернізації існуючих самохідних гаубиць до рівня 203-мм гаубиць M110A2, до 1981 року всі САУ M107 були перероблені в самохідні гаубиці M110A2.
Аналоги артилерійських систем 2С5 і M107 розроблялися і в інших країнах. В КНДР в 1975 році була створена 130-мм САУ M1975. Система була модифікацією тягача АТ-С з встановленою 130-мм гарматою М-46. M1975 надходила на озброєння самохідних артилерійських бригад армійського і корпусного ланки армії КНДР. У Китаї на базі 152-мм дивізійної САУ Тип 83 була створена 130-мм досвідчена корпусні самохідна гармата. Замість 152-мм гаубиці встановлювалася китайська копія 130-мм гармати М-46.
У 1960 році шведська компанія Bofors розробила 155-мм самохідну гармату «Bandkanon-1A». До 1965 року був завершений повний цикл випробувань, а в 1966 році гармата надійшла в серійне виробництво. Виробництво велося до 1968 року, всього було виготовлено 28 машин. САУ «Bandkanon-1A» може вести стрільбу тільки фугасним пострілом M60 унітарного заряджання, який має початкову швидкість 865 м/с і максимальну дальність стрільби 25,6 км. Возимий боєкомплект із 14 снарядів розміщений в спеціальному магазині. Перше досилання снаряда в камору здійснюється вручну, решта пострілів здійснюються автоматично. У порівнянні з аналогами така схема заряджання дозволяла САУ за 48 секунд відстріляти весь свій боєкомплект і покинути вогневу позицію. Однак, незважаючи на переваги перед САУ 2С5, самохідна гармата «Bandkanon-1A» мала й недоліки: менша максимальна дальність стрільби і возимий боєкомплект, а також загальна маса — понад 50 тонн, що тягло за собою низьку максимальну швидкість пересування і обмежений запас ходу.
За результатами індо-пакистанської війни індійські військові високо оцінили контрбатарейні властивості буксированих гармат М-46, тому силами військово-промислового комплексу Індії був розроблений самохідний варіант цієї системи під назвою «Catapult». САУ мала вигляд шасі танка «Віджаянта» з встановленою на нього артилерійською частиною гармати М-46. До кінця 1980-х років Індією було прийнято рішення переведення наявних САУ «Catapult» на калібр 155 мм.
В ході бойового застосування в Афганістані САУ 2С5 добре себе зарекомендувала, особливо відзначалася надійність шасі САУ. Порівняно з гарматами типу Д-20 і М-47, ефективність осколково-фугасної дії снарядів 3ОФ29 вища в 1,4-4 рази. За оцінками західних фахівців, застосування САУ 2С5 в контрбатарейній боротьбі дозволяє в 5 разів скоротити час підготовки гармати до стрільби у порівнянні з буксированими системами. При порівнянні САУ «Гіацинт-С» з системами попереднього покоління на придушення батареї самохідних гаубиць M109 САУ 2С5 потрібно на 25 % менше боєприпасів (270 осколково-фугасних снарядів проти 360).

## Де можна побачити
- Росія :
  - Єкатеринбург — музей «Уралтрансмаш»;
  - Верхня Пишма — Музей військової техніки «Бойова слава Уралу»;
  - Красноармійськ (Московська область) — на постаменті біля входу до ФКП «„НДІ“ Геодезія»;
  - Москва — Центральний музей Збройних Сил;
  - Перм — Музей ВАТ «Мотовилихинские заводи»;
  - Санкт-Петербург — Військово-історичний музей артилерії, інженерних військ і військ зв'язку;
  - Тольятті — Технічний музей імені К. Г. Сахарова.

|                    |
| Вид з правого боку |

|           |
| Вид ззаду |

|                        |
| Установка гармати 2А37 |

## Виноски
1. ↑  На максимальному заряді.
2. ↑  Застосовується тільки в гарматі 2С5М.